# Florida orientale
La Florida orientale (East Florida) era in origine una parte della Florida spagnola. Secondo le clausole del trattato di Parigi (1763), che concluse la  guerra dei sette anni, la Spagna cedette tutti i suoi territori ad est e sudest del fiume Mississippi al Regno di Gran Bretagna.
I britannici divisero il territorio in due parti, la Florida orientale, con capitale St. Augustine, e la Florida occidentale, con capitale Pensacola.
Entrambe le Floride rimasero leali alla Gran Bretagna durante la guerra d'indipendenza americana. La Spagna partecipò indirettamente alla guerra come alleata della Francia e catturò Pensacola ai britannici nel 1781. Nel trattato di Parigi (1783), che concluse la guerra, i britannici cedettero entrambe le Floride alla Spagna.
La Spagna offrì favorevoli termini per l'acquisto di terreno, fatto che attrasse numerosi coloni dagli Stati Uniti (di recente formazione). Accaddero numerose dispute territoriali tra gli USA e la Spagna. Un'armata americana sotto il comando di Andrew Jackson invase la Florida orientale durante la prima guerra seminole. Le forze di Jackson conquistarono St. Mark il 7 aprile 1818 e Pensacola il 24 maggio 1818. Adams accusò la Spagna di aver infranto il trattato di Pinckney fallendo nel controllo dei Seminole. Temendo in prospettiva di perdere il controllo, la Spagna cedette tutto il territorio della Florida agli Stati Uniti con il trattato Adams-Onís nel 1819 (ratificato nel 1821). In cambio gli Usa fecero cadere le proprie richieste sul Texas e pagarono 5 milioni di dollari.
Nel 1822 il Congresso degli Stati Uniti organizzò il Territorio della Florida, e nel 1845 la Florida venne ammessa come 27º stato.